# La Répara-Auriples
La Répara-Auriples ist eine Gemeinde mit 255 Einwohnern (Stand: 1. Januar 2022) im französischen Département Drôme in der Region Auvergne-Rhône-Alpes. Sie besteht seit dem 1. Mai 1992 durch die Fusion von La Répara und Auriples. Sie gehört zum Arrondissement Die und zum Kanton Crest. Die Bewohner werden La Réparois und La Réparoises genannt.
Die Gemeinde grenzt im Nordwesten an Autichamp, im Norden an Divajeu, im Osten an Soyans, im Süden an Puy-Saint-Martin, im Südwesten an Roynac und im Westen an La Roche-sur-Grane. Zu La Répara-Auriples gehören neben der Hauptsiedlung auch die Weiler Lombards, La Balme, Le Châtelard und Le Péage. Das Gemeindegebiet wird vom Flüsschen Grenette durchquert.

## Bevölkerungsentwicklung
| Jahr                       | 1962 | 1968 | 1975 | 1982 | 1990 | 1999 | 2008 | 2015 |
| -------------------------- | ---- | ---- | ---- | ---- | ---- | ---- | ---- | ---- |
| Einwohner                  | 210  | 192  | 166  | 178  | 210  | 230  | 229  | 230  |
| Quellen: Cassini und INSEE |      |      |      |      |      |      |      |      |

## Sehenswürdigkeiten
- Schloss Le Combet, ein Festes Haus aus dem ausgehenden Mittelalter
- Portefaix, ein weiteres Festes Haus aus dem 16. Jahrhundert

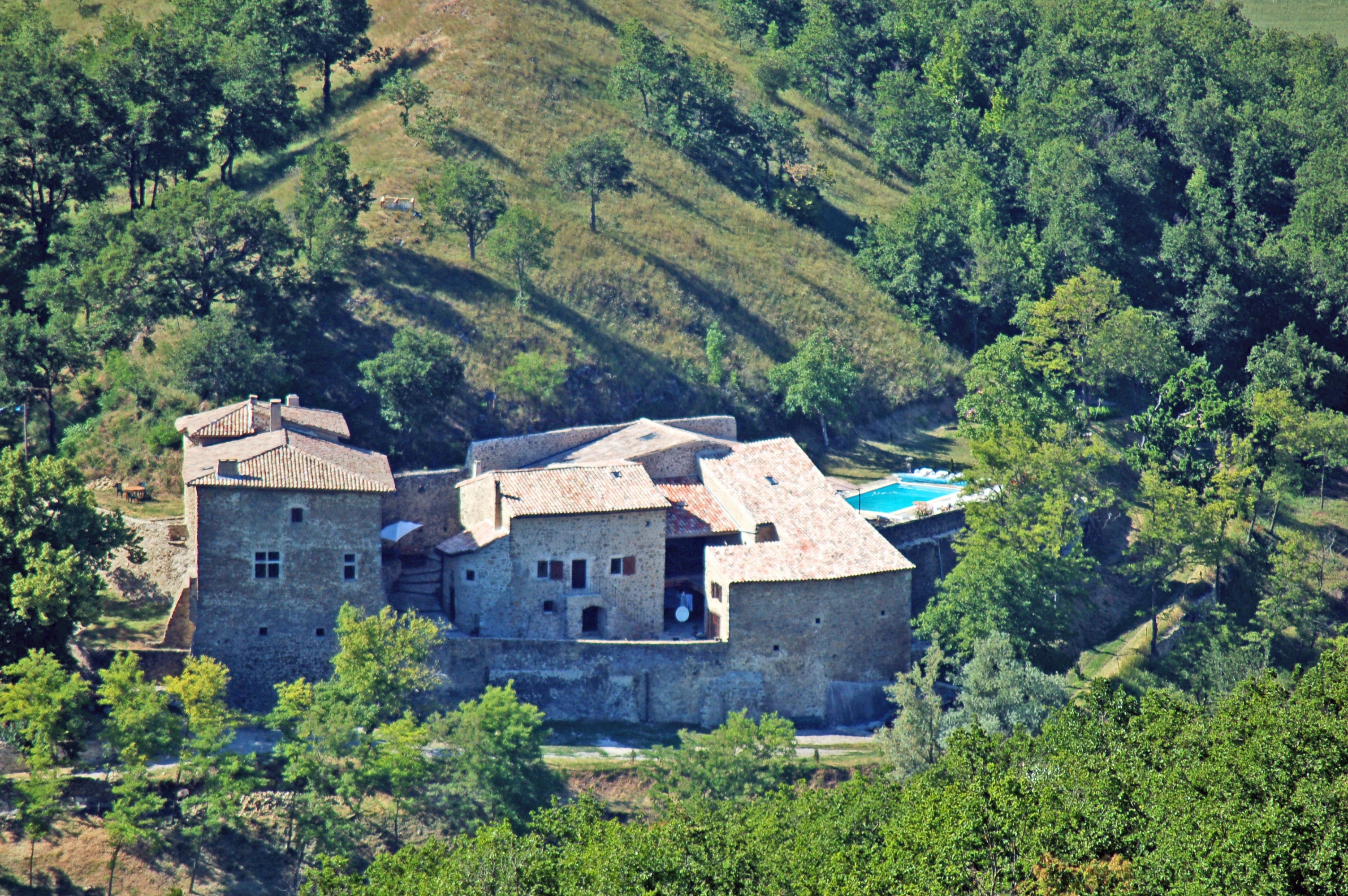
Schloss Le Combet